# Paul Theodor Müller
Paul Theodor Karl Müller (* 5. August 1873 in Oberdöbling; † 4. Juni 1919 in Graz) war ein österreichischer Arzt und k.k. Universitätsprofessor für Bakteriologie und Hygiene.

## Leben
Paul Theodor Müller war der Sohn eines gleichnamigen, in Wien lebenden Privatiers. Er legte 1891 am Akademischen Gymnasium in Wien die Reifeprüfung ab und studierte dann Medizin an der Universität Heidelberg und der Universität Wien. 1897 wurde er zum Doktor promoviert.
Als Aushilfsassistent war er an der Lebensmitteluntersuchungsanstalt in Graz tätig, danach als Demonstrator und ab März 1899 als Privatdozent und Assistent am k.k. Hygienischen Institut der Universität Graz. 1903 habilitierte er sich für Hygiene an der medizinischen Fakultät der Hochschule, wo er 1909 per Entschließung des Kaisers vom 31. Jänner des Jahres zum außerordentlichen Professor ernannt wurde. Er war dort Lehrkanzelinhaber für Staatsarzneikunde und Hygiene. Der Schwerpunkt seiner wissenschaftlichen Tätigkeit war die Erforschung der Ursachen und des Wesens der Immunität, wozu er auch publizierte.
Im Ersten Weltkrieg wurde er zum Militärdienst herangezogen und mehrfach ausgezeichnet. Er diente 1915 als Präses des Salubritätskommandos 10.
Aus der Ehe mit Bertha Maria Anna Müller, Tochter des österreichisch-slowenischen Mathematikers Franc Jože Hočevar, stammte der Mathematiker Hans Robert Müller und der im deutschen Uranverein aktive Kernphysiker Paul O. Müller (1915–1942).
Müllers Grabdenkmal befindet sich auf dem St. Peter Stadtfriedhof in Graz.